# Лимба (приток Сапы)
Лимба — река в России, протекает по Тихвинскому району Ленинградской области.
Исток — озеро Осиновское в 4 км южнее деревни Ладвуши. Протекает по ненаселённой местности, впадает в Сапу по правому берегу, в 13 км от её устья. Устье находится в 3 км севернее деревни Дуброво. Длина реки составляет 14 км, площадь водосборного бассейна — 85 км².

## Данные водного реестра
По данным государственного водного реестра России относится к Балтийскому бассейновому округу, водохозяйственный участок реки — Свирь, речной подбассейн реки — Свирь (включая реки бассейна Онежского озера). Относится к речному бассейну реки Нева (включая бассейны рек Онежского и Ладожского озера).
Код объекта в государственном водном реестре — 01040100812102000013642.